# Erika Jayne
Erika Jayne, pseudonimo di Erika Chahoy, coniugata Girardi (Atlanta, 10 luglio 1971), è una cantante e attrice statunitense.

## Discografia
Album in studio
- 2009 - Pretty Mess

Singoli
- 2007 - Roller Coaster
- 2007 - Stars
- 2010 - Pretty Mess
- 2010 - One Hot Pleasure
- 2011 - Party People (Ignite the World)
- 2013 - Get It Tonight (feat. Flo Rida)
- 2014 - Painkillr
- 2014 - You Make Me Wanna Dance
- 2015 - Crazy (feat. Maino)
- 2016 - How Many Fucks
- 2017 - Xxpen$ive

## Televisione
- Sharknado 4 (Sharknado: The 4th Awakens) - film TV (2016)
- The Real Housewives of Beverly Hills (2015-in corso)
- Febbre d'amore (The Young and the Restless) (2016)
- Live from the Red Carpet - The 2017 Grammy Awards (2017)
- Dancing with the Stars (2017)